# Hold Tight (Bread)
Hold Tight is een lied van de Amerikaanse pop-/rockband Bread. Het is geschreven en gecomponeerd door bandleider David Gates en geproduceerd door Mark Taylor. Het lied werd in 1976 opgenomen voor het laatste Bread-album Lost Without Your Love dat in januari 1977 uitkwam.

## Versie Vicki Sue Robinson
David Gates produceerde de cover die de Amerikaanse zangeres en actrice Vicki Sue Robinson opnam. Het verscheen in augustus 1977 als voorbode van haar derde album Half And Half dat in 1978 werd uitgebracht. Hold Tight haalde alleen de hitlijsten in de VS; #67 in de Billboard Hot 100 en #2 in de disco-chart. 

## Overige uitvoeringen
- Shaun Cassidy nam een live-cover op van Hold Tight als bonustrack voor zijn album That's Rock 'n' Roll Live uit 1979